# パレート分布
パレート分布（パレートぶんぷ、英: Pareto distribution）は、イタリアの経済学者ヴィルフレド・パレートが所得の分布をモデリングする分布として提唱した連続型の確率分布である。離散型はゼータ分布（ジップ分布）である。

## 定義と性質
a, b (a > 0, b > 0) をパラメータ、実数 x (x ≥ b) を確率変数とするときのパレート分布の確率密度関数は以下の式で定義される。（注：右InfoBoxでは α = a, Xm = b）
{\displaystyle {\frac {a/b}{(x/b)^{a+1}}}}
このとき、期待値は {\displaystyle {\frac {ab}{a-1}}{\mbox{ for }}a>1}、分散は {\displaystyle {\frac {ab^{2}}{(a-1)^{2}(a-2)}}{\mbox{ for }}a>2} である。

## 一般化パレート分布
一般化パレート分布（英: generalized Pareto distributions, GPD) は、確率変数 X がある閾値を超える確率 P(X > a) を推定する場合のモデルとして使用される。例えば、風速、洪水、震度などが一定値以上となる確率のモデル化などに適用される。この分布は 位置母数 μ、尺度母数 σ、形状母数 ξ の3つのパラメータをもち、ξ をパレート指数と言う。
累積分布関数は次式で表される。
（ただし、形状パラメータを κ = −ξ とする書物もある。）
{\displaystyle F_{(\xi ,\mu ,\sigma )}(x)=1-\left(1+{\frac {\xi (x-\mu )}{\sigma }}\right)^{-1/\xi }}
台は指数部 {\displaystyle 1+{\frac {\xi (x-\mu )}{\sigma }}\geq 0} にて制限される。
確率密度関数は
{\displaystyle f_{(\xi ,\mu ,\sigma )}(x)={\frac {1}{\sigma }}\left(1+{\frac {\xi (x-\mu )}{\sigma }}\right)^{(-1/\xi -1)}}

### 分類
一般化パレート分布 (GPD) は、一般化極値分布 (GEV) と同様3種類に分類される。
- ξ > 0 のとき、パレート分布
- ξ = 0 のとき、指数分布

{\displaystyle {\begin{aligned}F_{(\xi ,\mu ,\sigma )}(x)&=1-\exp \left(-{\frac {(x-\mu )}{\sigma }}\right)\\f_{(\xi ,\mu ,\sigma )}(x)&={\frac {1}{\sigma }}\exp \left(-{\frac {(x-\mu )}{\sigma }}\right)\end{aligned}}}
- ξ < 0 のとき、タイプ2 パレート分布